# عملية شارع نفي شنان
عملية شارع نفي شنان هي عملية مسلحة مزدوجة وقعت في 17 يوليو 2002 في شارع نفي شنان في تل أبيب بالقرب من محطة الحافلات القديمة، قتل 5 أشخاص في الهجوم وأصيب حوالي 40 شخصًا، أعلنت حركة الجهاد الإسلامي مسؤوليته عن الهجوم.

## العملية
في مساء الأربعاء، 17 تموز / يوليه 2002، الساعة 10:10 مساءً، قام فدائيين فلسطينيان، كانا يرتديان أحزمة ناسفة تحتوي على حوالي 33 رطلاً من المتفجرات، بتفجير أنفسهما، على بعد 20 مترًا فقط، في شارع نفي شنان في تل أبيب بالقرب من محطة الحافلات القديمة. كانت تحتوي المتفجرات المخبأة على جسد الفدائيين على كمية كبيرة من الشظايا  لتزيد من كمية الإصابات. قُتل ثلاثة أشخاص هناك على الفور من قوة الانفجارات وجُرح 40 شخصًا. توفي شخصان آخران متأثرين بجراحهما بعد أيام قليلة من الهجوم.

### القتلى
- ادريان اندريس، 30 سنة، من رومانيا [4]
- شو هنيونغ، 25 عامًا، من تل أبيب [5]
- بوريس شميس، 25 سنة، من تل أبيب [6]
- لي بن، 33 عامًا من الصين [7]
- ديمتري بونديكوف، 33 عامًا، من بات يام [8]

## المسؤول
أعلنت منظمة حركة الجهاد الإسلامي الفلسطينية مسؤوليتها عن الهجوم المزدوج. المنفذون كانوا محمد عطا الله وابراهيم الناجي.

## ردود الفعل الرسمية
الأطراف المعنية
 فلسطين :
- السلطة الوطنية الفلسطينية ندد مسؤولون السلطة الوطنية الفلسطينية التفجير لأنه «يدين العمليات التي تستهدف المدنيين سواء كانوا فلسطينيين أو إسرائيليين.» - [10]

 إسرائيل :
- صرح المتحدث الرسمي باسم رئيس الوزراء أرييل شارون، الذي تحدث عن الحادث، بأن «السلطة الفلسطينية لا تزال لا تفعل شيئًا لوقف الهجمات القاتلة التي تشن من أراضيها».[11]

منظمات دولية
- الأمم المتحدة - ندد الامين العام للامم المتحدة كوفي عنان بالحادث وحث الجانبين على عدم السماح للعنف بتعطيل جهود السلام.[10][12]

دولي
- الولايات المتحدة - تحدث المتحدث باسم البيت الأبيض سكوت مكليلان عن الحادث وذكر أن «هذا عمل إرهابي حقير ندينه بشدة».[10]

## روابط خارجية
- الهجوم يقتل على الأقل خمسة في تل أبيب - نُشر على قناة فوكس نيوز في 18 يوليو 2002
- هجوم انتحاري مزدوج يهز تل أبيب - نشر على بي بي سي نيوز في 18 يوليو 2002